# Adam Wolanin
Adam Wolanin (Leópolis, 13 de novembro de 1919 - Park Ridge, 26 de outubro de 1987) foi um futebolista da Seleção Norte-Americana, que atuava como atacante.

## Carreira
De origem polonesa e ucraniana (sua cidade natal, atualmente Leópolis, da Ucrânia, pertencia à Polônia quando nascera), Wolanin começara no Pogoń Lwów e chegou a integrar a equipe B do Blackpool de Stanley Matthews e Stan Mortensen, um dos clubes ingleses mais fortes da época. Entretanto, jamais ascendeu à equipe principal e emigrou para Chicago, nos EUA, cidade onde jogou por três equipes: Maroons, Eagles e Falcons.
Wolanin foi à Copa do Mundo de 1950, onde participou da estreia norte-americana, na derrota de 3 x 1 para a Espanha. 

## Ligações Externas
- Perfil no Soccerhall